# Walking On Music
Walking On Music – drugi album studyjny włoskiego zespołu muzycznego Corona. Został wydany 26 czerwca 1998 roku i zawiera dwanaście utworów.

## Lista utworów
| Nr  | Tytuł                        | Długość |
| --- | ---------------------------- | ------- |
| 1.  | Walking On Music             | 4:06    |
| 2.  | Magic Touch                  | 4:55    |
| 3.  | The Power Of Love            | 4:06    |
| 4.  | If You Wanna Dance           | 4:04    |
| 5.  | Deeper And Deeper            | 4:13    |
| 6.  | Go Home Get Back             | 4:10    |
| 7.  | Lift Me Up                   | 4:30    |
| 8.  | The Spy                      | 4:21    |
| 9.  | I Belong To You (80's)       | 4:19    |
| 10. | Feel So Real                 | 4:31    |
| 11. | Eternally (The Whistle Song) | 4:39    |
| 12. | The Devil Is Loose           | 4:14    |